# Groene Kruisweg
De Groene Kruisweg is een weg van in totaal 34 kilometer lengte, die loopt van Brielle tot in Rotterdam, via Vierpolders, Zwartewaal, Heenvliet, Geervliet, Spijkenisse, de Spijkenisserbrug, Hoogvliet, Poortugaal en Rhoon. Bij de vesting van Brielle gaat de weg over in de Schrijversdijk, die na ter hoogte van Oostvoorne overgegaan te zijn in de Kleidijk op de Maasvlakte bij het Stenen Baakplein aansluit op de A15. In Rotterdam-Charlois gaat de weg ter hoogte van het landhuis De Oliphant over in de Dorpsweg, die onder andere toegang verschaft tot de Maastunnel.
Via de Groene Kruisweg lopen de provinciale wegen N218 (Brielle - Spijkenisse), N493 (Spijkenisse) en N492 (Spijkenisse - Rotterdam).

## Geschiedenis
De belangrijkste wegen op Voorne-Putten en IJsselmonde waren tot de aanleg van de Groene Kruisweg bedekt met grind of geheel onverhard (zand- en kleiwegen) en waren hooguit drie meter breed. Dat leverde steeds meer problemen op: te smal voor auto's, schade aan voertuigen, alleen langzaam kunnen rijden. Vanaf 1919 waren er al plannen gemaakt om dit te verbeteren en waren er pogingen gedaan om tot overeenstemming te komen, maar steeds zonder resultaat. In 1924 liet de De Zuid-Hollandsche Vereeniging Het Groene Kruis weten te willen helpen bij de aanleg van een goede weg, zodat zieken en gewonden sneller en veiliger naar de Rotterdamse ziekenhuizen konden worden vervoerd. Vele gemeentebesturen schaarden zich achter het plan en in 1926 ook de Provincie. De Vereeniging had een belangrijk aandeel in de vaststelling van het tracé. De Groene Kruisweg werd gerealiseerd tussen 1930-1934 en was de eerste geasfalteerde weg op Voorne-Putten.
De naam werd in 1934 gegeven op initiatief van de afdeling Voorne en Putten van het Groene Kruis. Later nam de afdeling Poortugaal en Rhoon dit idee over. In Rotterdam eindigde de weg bij de kruising van de Charloisse Lagedijk en de Charloisse Hooge Dijk (de tegenwoordige Schulpweg). Eind jaren vijftig werd de Groene Kruisweg doorgetrokken naar de Dorpsweg. Tot de komst van Rijksweg 15 in de jaren zeventig was het de enige verbinding van Voorne-Putten met Rotterdam.

## Trivia
- De weg zou met zijn 34 kilometer na de Van Heemstraweg (thans het tracé van de N322, langs de Maas bij Dreumel) de langste weg in Nederland zijn met één doorgaande straatnaam. De 61 kilometer lange Van Heemstraweg wordt in Zaltbommel kort onderbroken, maar het oostelijke doorgaande deel meet nog altijd 41 kilometer.
- Ook in Herkingen op Goeree-Overflakkee en in Numansdorp in de Hoeksche Waard (N487) zijn er wegen met de naam Groene Kruisweg.

## Foto's van de Groene Kruisweg
Van Brielle richting Rotterdam:

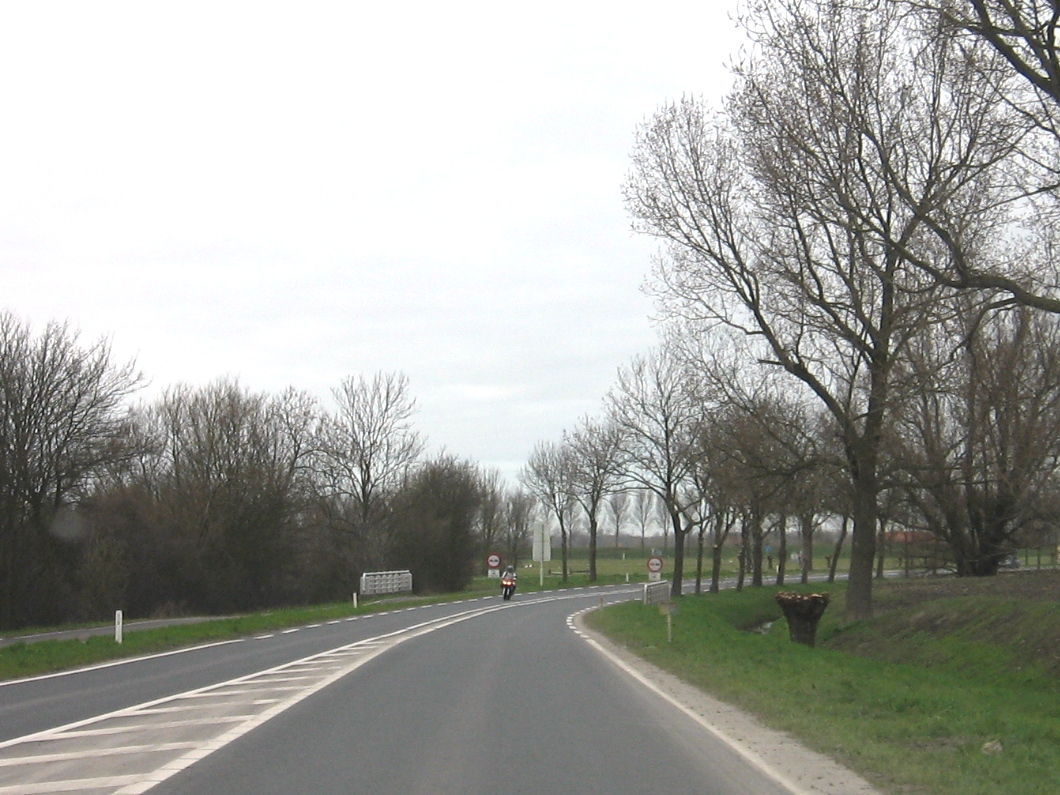
Bij Zwartewaal
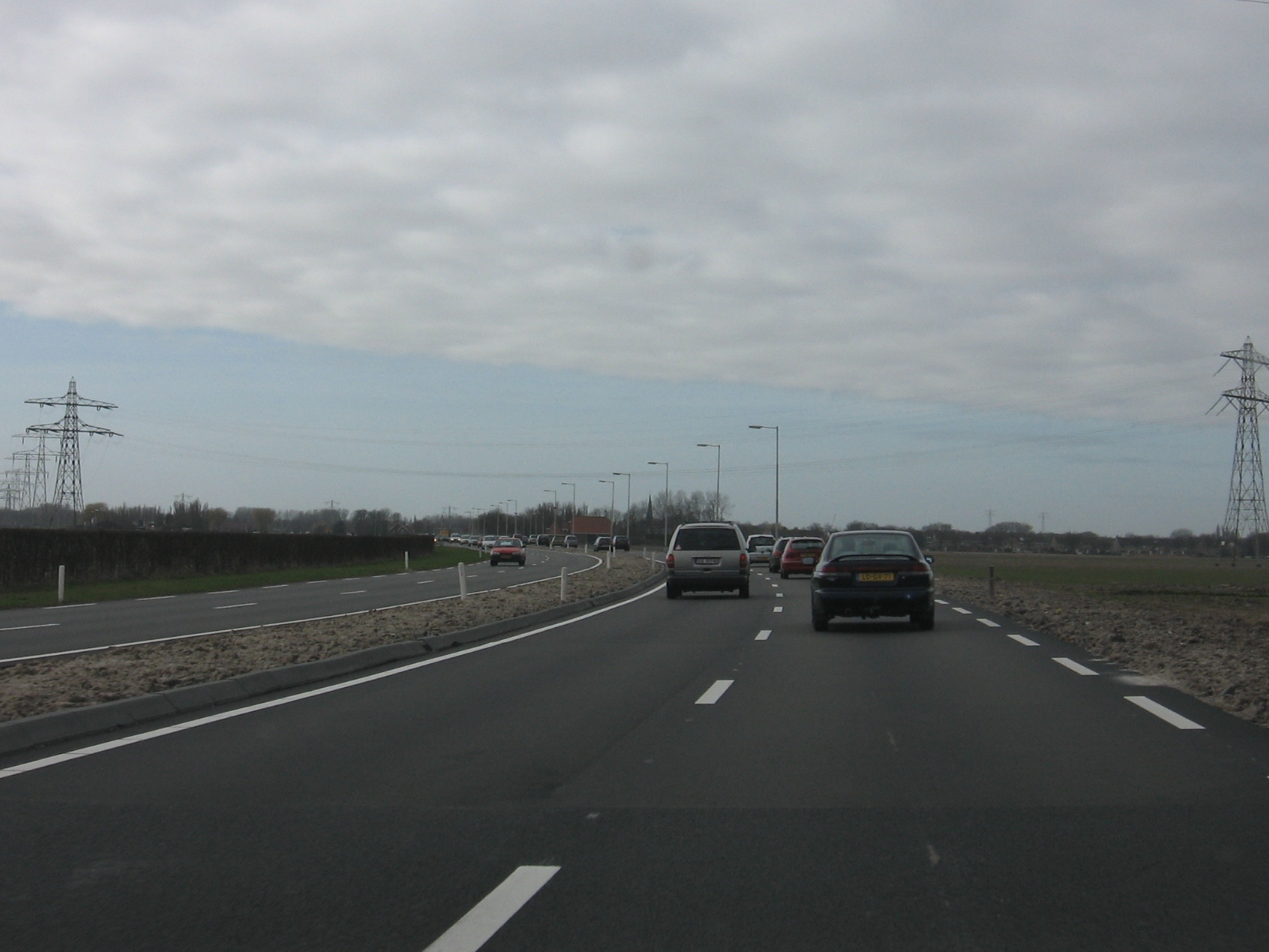
Ter hoogte van Geervliet
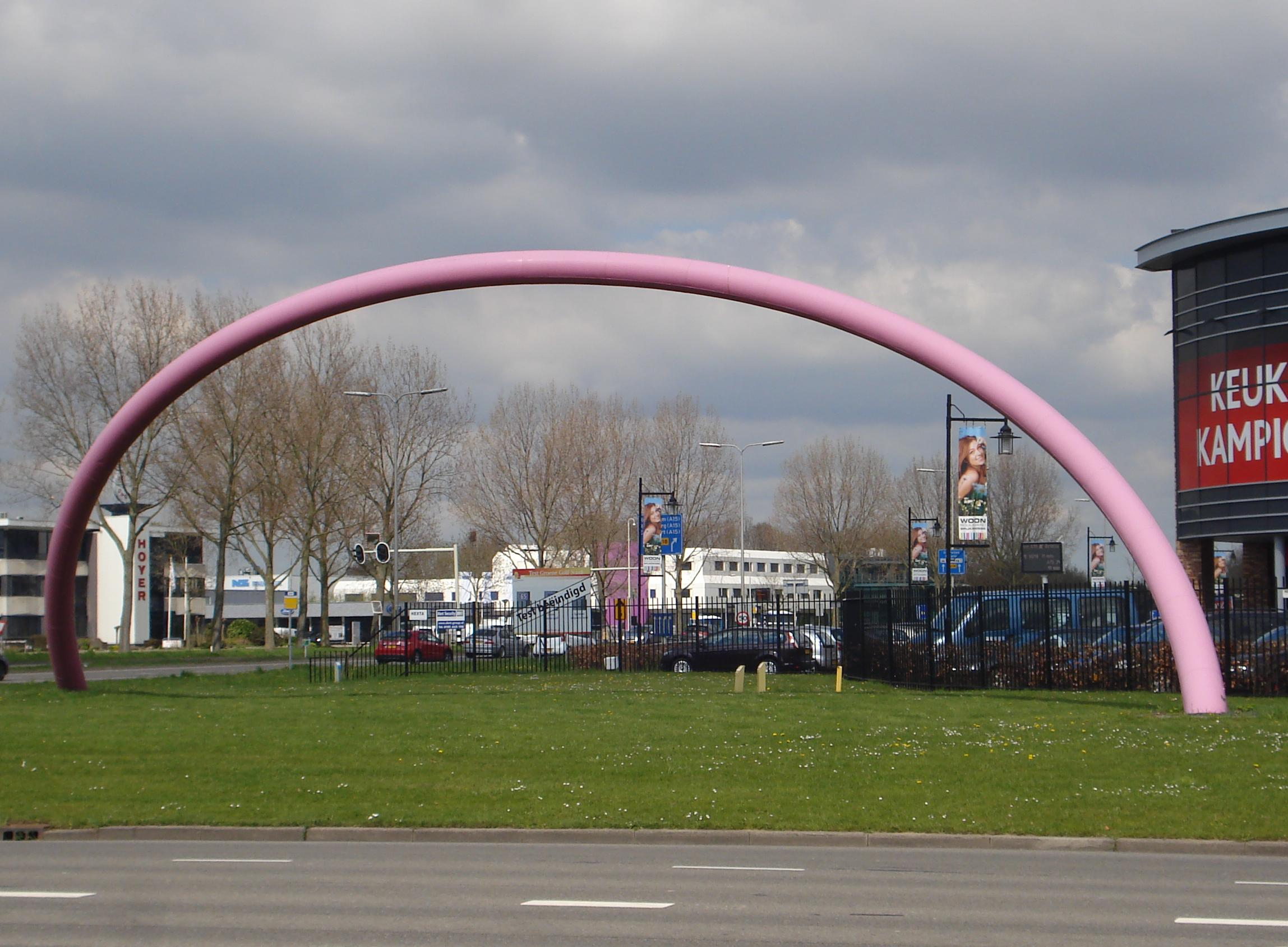
Kruising met Sportlaan, Spijkenisse
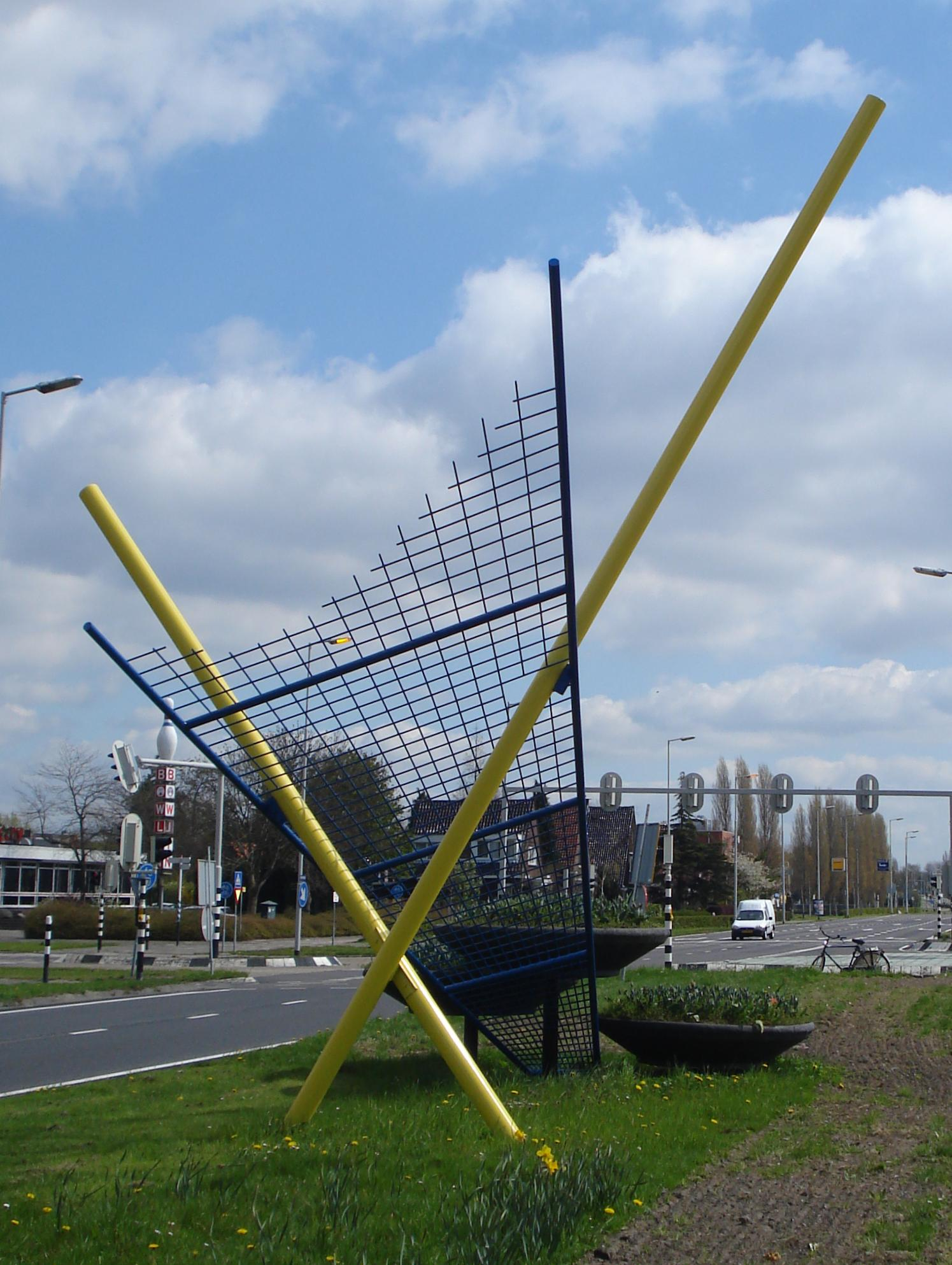
Hekelingseweg, Spijkenisse
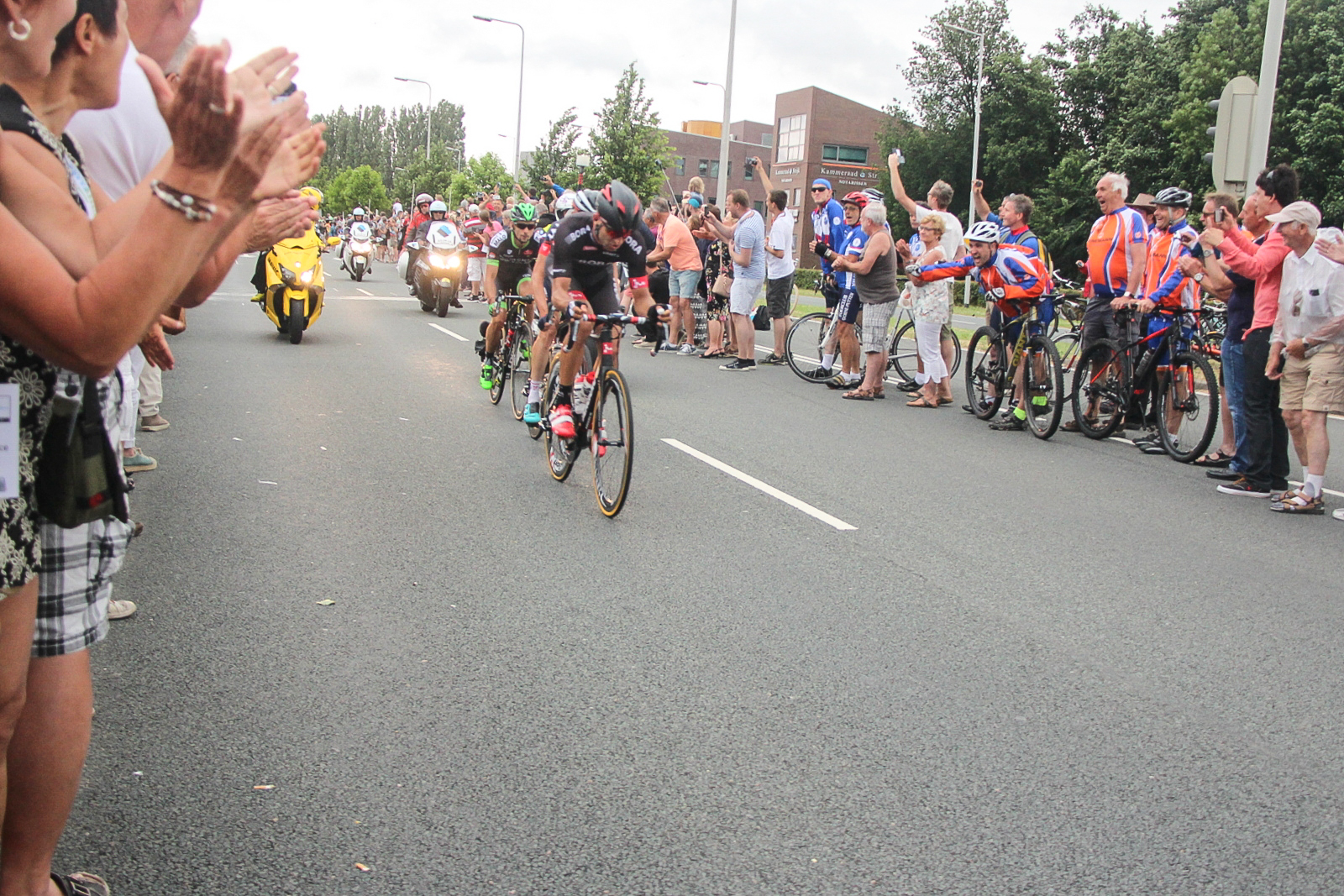
Tour de France 2015, Spijkenisse
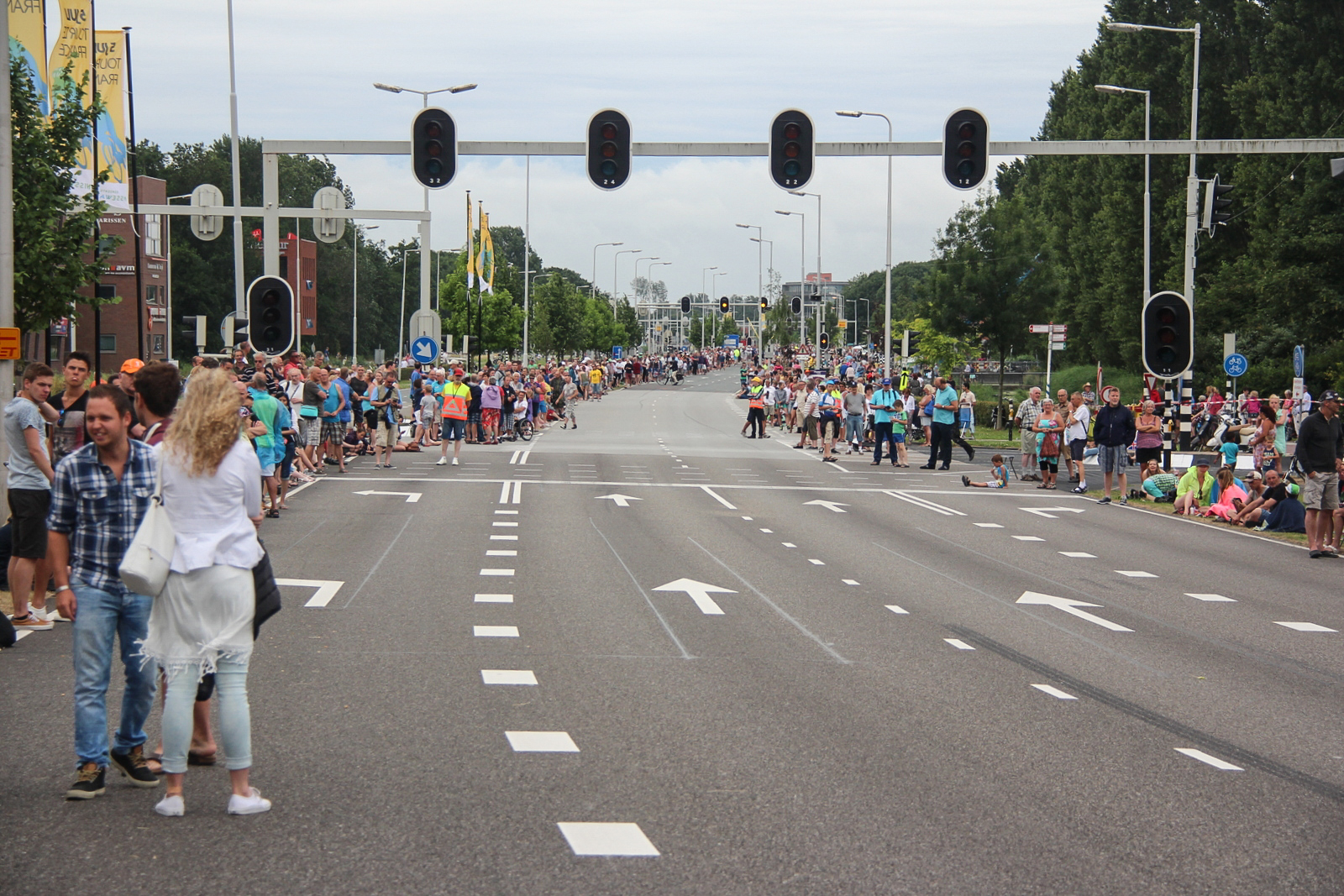
Tour de France 2015, Spijkenisse
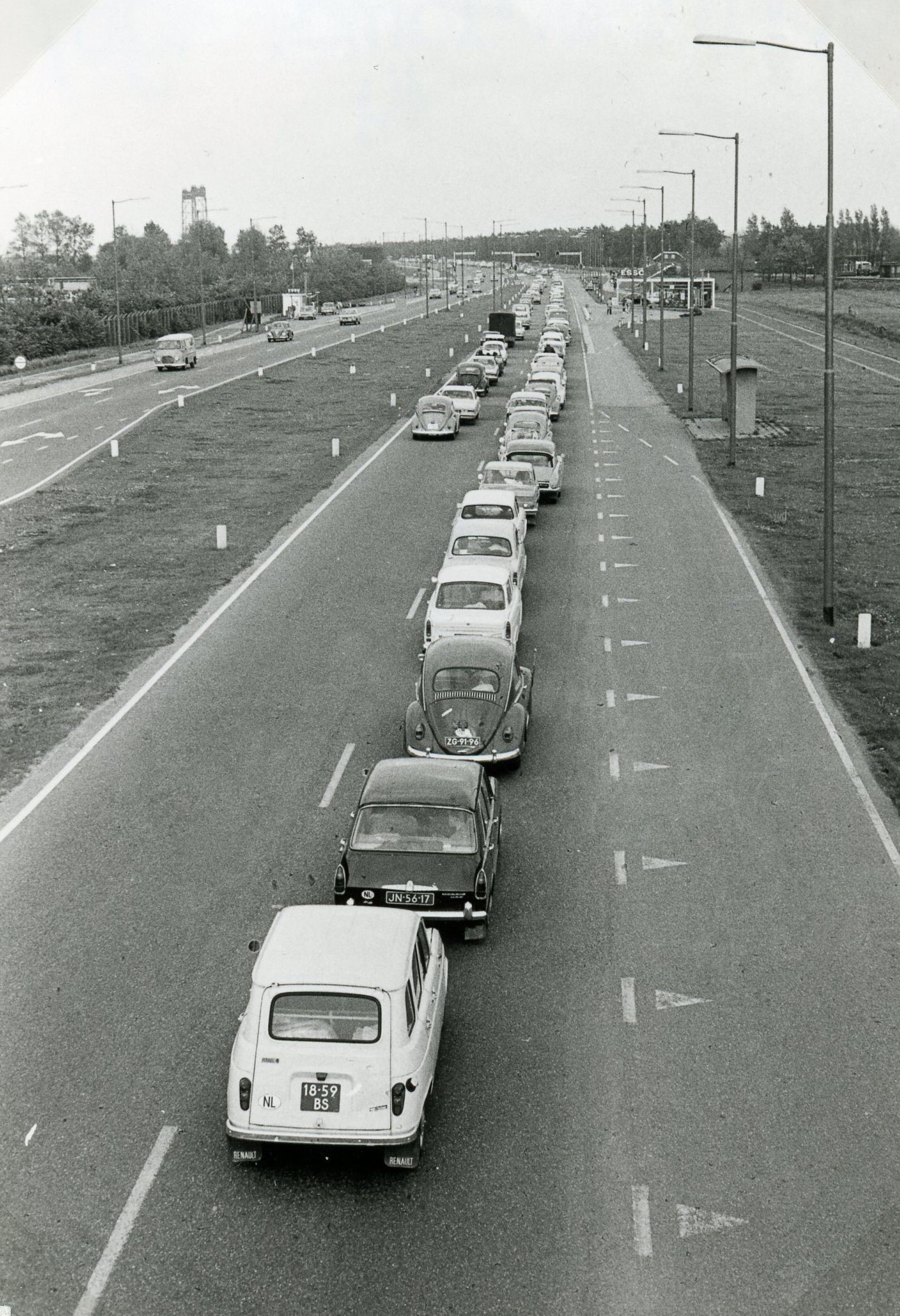
File voor brug in 1967
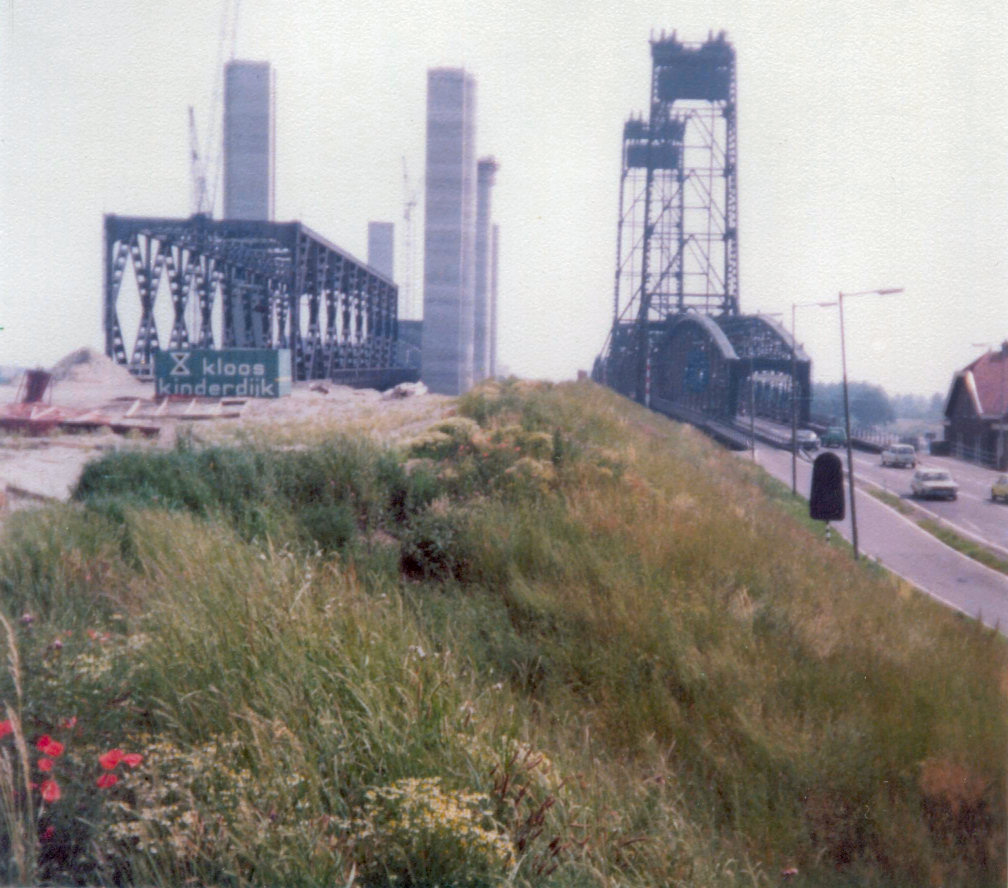
Spijkenisserbrug; links de nieuwe, rechts de oude, waarover de RTM-tram reed.(1977)
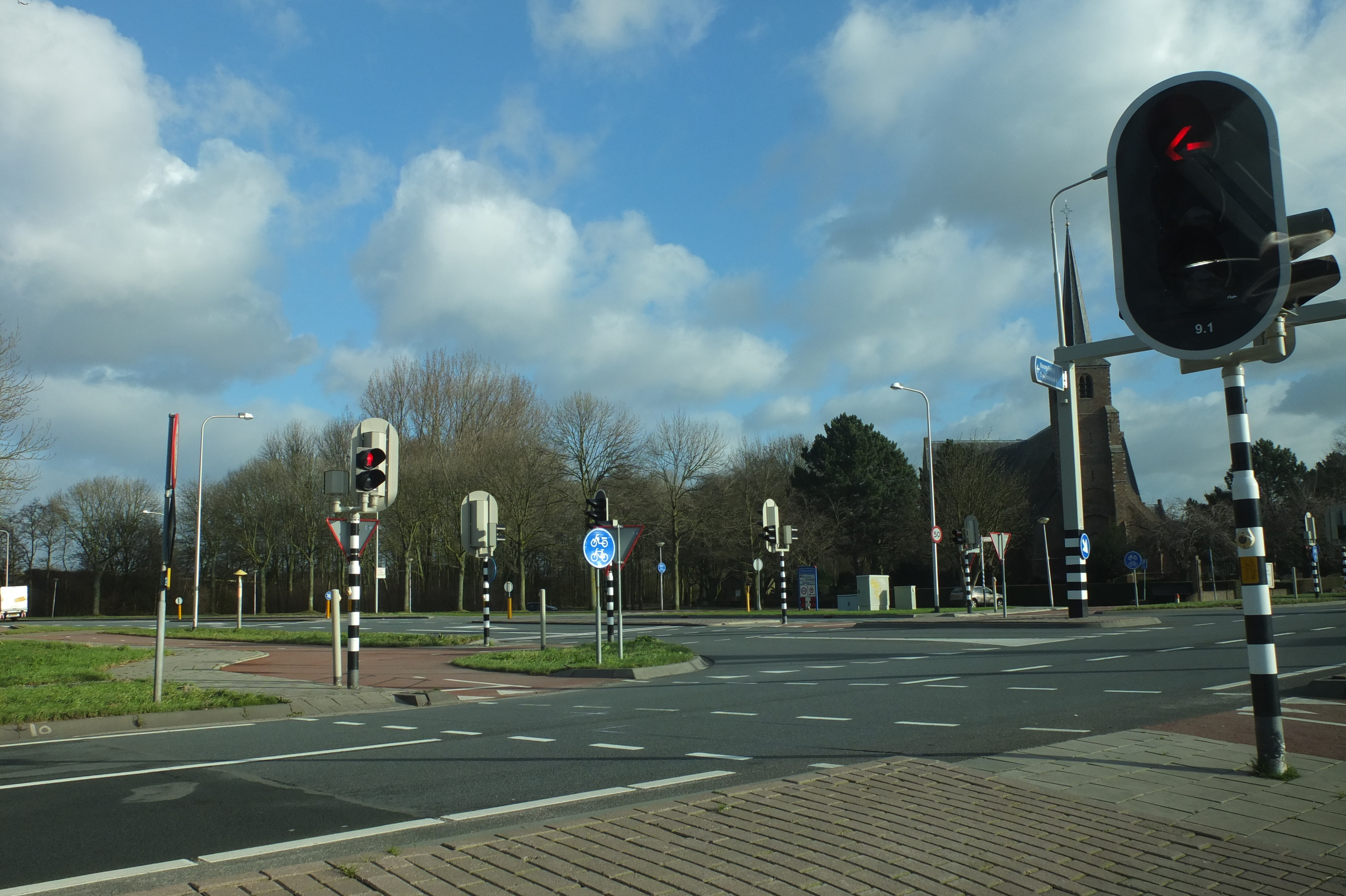
Kruising in Poortugaal
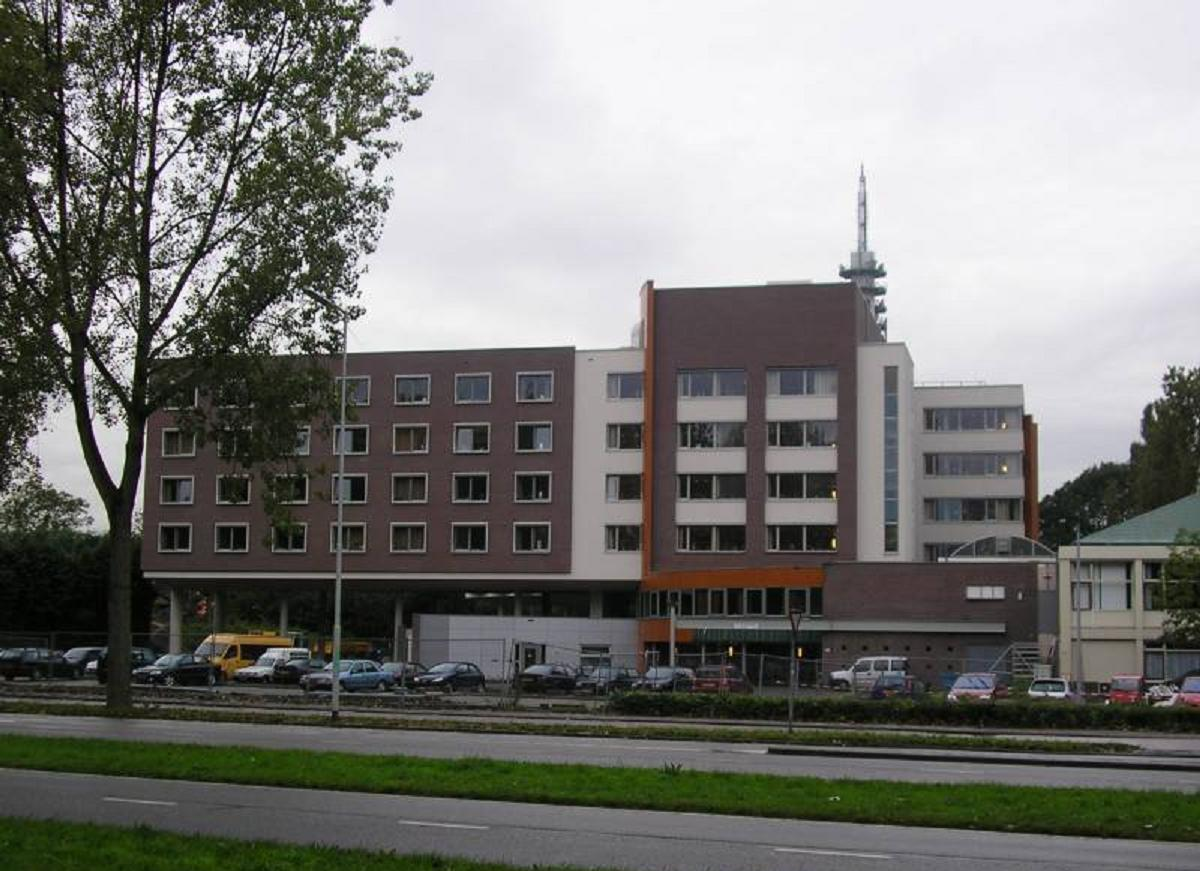
Groene Kruisweg, Sonneburgh, Rotterdam